# Fudbalski klub Zeta 2011-2012
Questa voce raccoglie le informazioni riguardanti il Fudbalski klub Zeta nelle competizioni ufficiali della stagione 2011-2012.

## Rosa
| N. |                       | Ruolo | Calciatore            |
| -- | --------------------- | ----- | --------------------- |
|    | Montenegro (bandiera) | P     | Davo Brnović          |
|    | Montenegro (bandiera) | P     | Saša Ivanović         |
|    | Montenegro (bandiera) | P     | Miloš Bulatović       |
|    | Montenegro (bandiera) | D     | Vladan Peličić        |
|    | Montenegro (bandiera) | D     | Miroslav Kaludjerović |
|    | Montenegro (bandiera) | D     | Miloš Radulović       |
|    | Montenegro (bandiera) | D     | Miloš Radulović       |
|    | Serbia (bandiera)     | D     | Aleksandar Dabić      |
|    | Montenegro (bandiera) | D     | Igor Vujačić          |
|    | Montenegro (bandiera) | D     | Ivan Novović          |
|    | Montenegro (bandiera) | C     | Goran Burzanović      |
|    | Montenegro (bandiera) | C     | Zarija Peličić        |
|    | Montenegro (bandiera) | C     | Miroslav Zlatičanin   |
|    | Montenegro (bandiera) | C     | Marko Đuretić         |

| N. |                       | Ruolo | Calciatore          |
| -- | --------------------- | ----- | ------------------- |
|    | Montenegro (bandiera) | C     | Boris Došljak       |
|    | Montenegro (bandiera) | C     | Balsa Božović       |
|    | Serbia (bandiera)     | C     | Milorad Dabić       |
|    | Montenegro (bandiera) | C     | Filip Kalačević     |
|    | Montenegro (bandiera) | C     | Marko Rašović       |
|    | Montenegro (bandiera) | C     | Uro Smolović        |
|    | Montenegro (bandiera) | A     | Aleksandar Boljević |
|    | Montenegro (bandiera) | A     | Ivan Knežević       |
|    | Montenegro (bandiera) | A     | Luka Klikovac       |
|    | Montenegro (bandiera) | A     | Žarko Korać         |
|    | Montenegro (bandiera) | A     | Petar Orlandić      |
|    | Montenegro (bandiera) | A     | Vojin Perazić       |
|    | Montenegro (bandiera) | A     | Jovan Prenkić       |